# Heliophorus
Heliophorus is een geslacht van vlinders van de familie Lycaenidae, uit de onderfamilie Lycaeninae.

## Soorten
- H. androcles (Westwood, 1851)
- H. bakeri Evans, 1927
- H. brahma (Moore, 1857)
- H. cantliei Eliot, 1965
- H. coruscans (Moore, 1882)
- H. epicles (Godart, 1823)
- H. ila (De Nicéville, 1896)
- H. indicus (Fruhstorfer, 1908)
- H. kohimensis (Tytler, 1912)
- H. langi (Moore, 1883)
- H. nagaensis Riley, 1929
- H. nexus Eliot
- H. oda (Hewitson, 1865)
- H. saphir (Blanchard, 1871)
- H. sena (Kollar, 1844)
- H. stotzneri (Draeseke, 1925)
- H. tamu (Kollar, 1848)
- H. viridipunctata (De Nicéville, 1890)